# Perreux (Yonne)
Perreux foi uma comuna francesa na região administrativa de Borgonha-Franco-Condado, no departamento de Yonne. Estendia-se por uma área de 25,1 km². Em 2010 a comuna tinha 329 habitantes (densidade: 13,1 hab./km²).
Em 1 de janeiro de 2016, passou a formar parte da nova comuna de Charny Orée de Puisaye.